# Championnat de Hong Kong de football 1966-1967
Navigation
Saison précédente Saison suivante
La saison 1966-1967 du Championnat de Hong Kong de football est la vingt-deuxième édition de la première division à Hong Kong, la First Division League. Elle regroupe, sous forme d'une poule unique, les douze meilleures équipes du pays qui se rencontrent deux fois, à domicile et à l'extérieur. En fin de saison, les deux derniers du classement sont relégués et remplacés par les deux meilleurs clubs de Second Division League, la deuxième division hongkongaise. 
C'est le club de Kowloon Motor Bus FC qui remporte le championnat cette saison après avoir terminé en tête du classement final, avec un seul point d'avance sur le tenant du titre, South China AA et deux sur Sing Tao SC. C'est le deuxième titre de champion de Hong Kong de l'histoire du club après le sacre de 1954. Le club se qualifie pour la Coupe d'Asie des clubs champions 1969.

## Clubs participants
- Army XI - Promu de D2
- Kowloon Motor Bus FC
- South China AA
- Eastern AA
- Tung Wah FC
- Tung Sing FC
- Sing Tao SC
- Yuen Long SA
- Hong Kong FC - Promu de D2
- Hong Kong Rangers
- Hong Kong Police FC
- Happy Valley AA

## Compétition
Le barème de points servant à établir les classements se décompose ainsi :
- Victoire : 2 points
- Match nul : 1 point
- Défaite : 0 point

### Classement
| Rang | Équipe               | Pts | J  | G  | N | P  | Bp | Bc | Diff |
| ---- | -------------------- | --- | -- | -- | - | -- | -- | -- | ---- |
| 1    | Kowloon Motor Bus FC | 33  | 22 | 15 | 3 | 4  | 52 | 27 | +25  |
| 2    | South China AAT      | 32  | 22 | 13 | 6 | 3  | 66 | 30 | +36  |
| 3    | Sing Tao SC          | 31  | 22 | 15 | 1 | 6  | 87 | 30 | +57  |
| 4    | Tung Sing FC         | 30  | 22 | 11 | 8 | 3  | 59 | 34 | +25  |
| 5    | Happy Valley AA      | 27  | 22 | 12 | 3 | 7  | 51 | 33 | +18  |
| 6    | Hong Kong Police FC  | 25  | 22 | 10 | 5 | 7  | 46 | 34 | +12  |
| 7    | Hong Kong Rangers    | 21  | 22 | 9  | 3 | 10 | 45 | 55 | -10  |
| 8    | Army XIP             | 20  | 22 | 8  | 4 | 10 | 45 | 54 | -9   |
| 9    | Yuen Long SA         | 19  | 22 | 6  | 7 | 9  | 43 | 54 | -11  |
| 10   | Eastern AA           | 14  | 22 | 5  | 4 | 13 | 39 | 82 | -43  |
| 11   | Tung Wah FC          | 9   | 22 | 3  | 3 | 16 | 33 | 72 | -39  |
| 12   | Hong Kong FCP        | 3   | 22 | 1  | 1 | 20 | 24 | 85 | -61  |

|  | Qualification pour la Coupe d'Asie des clubs champions 1969 |
|  | Relégation directe en deuxième division                     |
|  | T : Tenant du titre P : Promu de D2                         |

## Bilan de la saison
| Championnat de Hong Kong de football 1966-1967 |                                 |
| Champion                                       | Kowloon Motor Bus FC (2e titre) |
| Coupes et trophées                             |                                 |
| Vainqueur de la Coupe de Hong Kong 1966-1967   | Non disputée                    |
| Qualifications continentales                   |                                 |
| Coupe d'Asie des clubs champions 1967          | South China AA                  |
| Promotions et relégations                      |                                 |
| Promus en First Division League                | Hong Kong Telephone FC          |
| Promus en First Division League                | Fire Services FC                |
| Relégués en Second Division League             | Tung Wah FC                     |
| Relégués en Second Division League             | Hong Kong FC                    |